# Інститут охорони ґрунтів України

Відповідно до наказу Мінагрополітики України від 20 березня 2013 року № 198 "Державний науково-технологічний центр охорони родючості ґрунтів" перейменовано в державну установу "Інститут охорони ґрунтів України".
Державна установа "Інститут охорони ґрунтів України" (рос. Государственное учереждение "Институт охраны почв Украины"; англ. State Institution "Soils Protection Institute of Ukraine") — державна науково-дослідна бюджетна установа, яка підпорядковується Міністерству аграрної політики та продовольства України.
Установу створено з метою здійснення науково-методичного забезпечення,та здійснення єдиної науково-технічної політики у сфері охорони ґрунтів і їх родючості, раціонального використання та екологічної безпеки земель сільськогосподарського призначення, об'єктів довкілля, визначення якості продукції, сировини, агрохімікатів.

## Хронологія створення та реорганізації
- Відповідно до постанови Ради Міністрів Української РСР від 23 липня 1964 р. № 749 «Про організацію агрохімічної служби в сільському господарстві Української РСР» було постановлено Міністерству сільського господарства УРСР створити єдину державну агрохімічну службу шляхом організації сітки з 25 зональних агрохімічних лабораторій при обласних сільськогосподарських дослідних станціях, науково-дослідних інститутах і сільськогосподарських вищих навчальних закладах.
- З метою поліпшення керівництва зональними агрохімічними лабораторіями і наближення їх роботи до виробництва наказом Міністерства сільського господарства УРСР від 08.07.1968 р. № 470 «Про підпорядкування зональних агрохімічних лабораторій управлінню хімізації сільського господарства МСГ УРСР» їх підпорядкували управлінню хімізації сільського господарства, поклавши на нього здійснення керівництва лабораторіями згідно з чинним положенням про державну агрохімічну службу і зональні агрохімічні лабораторії.
- Постановою Центрального Комітету компартії України і Ради Міністрів УРСР від 11 вересня 1979 р. № 446 «Про створення єдиної спеціалізованої агрохімічної служби в республіці» у системі Міністерства сільського господарства УРСР було створено Республіканське виробничо-наукове об'єднання по агрохімічному обслуговуванню сільського господарства «Укрсільгоспхімія». Відповідно до цієї постанови зональні агрохімічні лабораторії були передані до системи об'єднання «Укрсільгоспхімія».
- Згідно з постановою ЦК КПУ і Ради Міністрів Української РСР (1981 рік) «Про заходи по зміцненню матеріально-технічної бази агрохімічної служби і підвищенню ефективності хімізації сільського господарства в 1981—1985 роках» зональні агрохімічні лабораторії були перетворені на державні обласні проектно-розвідувальні станції хімізації сільського господарства.
- Згідно з наказом Міністерства сільського господарства і продовольства України (1992 рік) утворено Українське державне об'єднання «Украгрохім», куди увійшли державні обласні проектно-розвідувальні станції хімізації сільського господарства.
- У 1993 році на підставі «Положення про Міністерство сільського господарства та продовольства України» створено Українську державну службу моніторингу ґрунтів і якості продукції «Укрґрунтомоніторинг».
- Відповідно до Наказу агропромислового комплексу (1998 рік) на базі «Украгрохім» створено Центральну державну станцію родючості ґрунтів і захисту рослин.
- Згідно із наказом Міністерства агропромислового комплексу України (1999 рік) «Про створення Головної державної інспекції захисту рослин та Державного центру охорони родючості ґрунтів і якості продукції» Центральну державну станцію родючості ґрунтів і захисту рослин реорганізовано у Головну державну інспекцію захисту рослин та Державний центр охорони родючості ґрунтів і якості продукції, а державні обласні проектно-розвідувальні станції хімізації сільського господарства були перетворені на державні проектно-технологічні центри охорони родючості ґрунтів і якості продукції Автономної Республіки Крим та областей.
- Постановою КМУ «Про Державний технологічний центр охорони родючості ґрунтів» у 2000 році Державний центр охорони родючості ґрунтів і якості продукції Міністерства аграрної політики реорганізовано у Державний технологічний центр охорони родючості ґрунтів Міністерства аграрної політики.
- Наказом Мінагрополітики від 23.11.2010 № 759 перейменовано у Державну установу "Державний науково-технологічний центр охорони родючості ґрунтів" "Центрдержродючість".
- Наказом Мінагрополітики від 16.10.2012 № 626 затверджена нова редакція Державної установи "Державний науково-технологічний центр охорони родючості ґрунтів" "Центрдержродючість".
- Наказом Мінагрополітики від 20.03.2013 № 198 Державної установи "Державний науково-технологічний центр охорони родючості ґрунтів" "Центрдержродючість" перейменована у державну установу "Інститут охорони ґрунтів України".

## Керівництво
- Генеральний директор — Зайцев Юрій Олександрович, призначений на посаду в 2021 році. Колишній податківець
- Перший заступник Генерального директора — Жилкін Володимир Андрійович, на посаді з 2012 року.
- Заступник директора з науково-технічної діяльності - Вальчик Вадим Едуардович, на посаді з 2012 року.
- Заступник директора з наукової діяльності - Бойко Леонід Васильович, на посаді з 2013 року.

## Основні напрями діяльності
- розроблення пропозицій та здійснення єдиної  науково-технічної політики у сфері охорони родючості ґрунтів, раціонального використання та екологічної безпеки земель сільськогосподарського призначення;
- науково-методичне та організаційне забезпечення проведення державного моніторингу ґрунтів і агрохімічної паспортизації земель сільськогосподарського призначення, заходів щодо збереження, відтворення, охорони родючості ґрунтів, а також визначення якості та безпечності рослинницької продукції, кормів та сировини;
- здійснення моніторингу ґрунтів на землях сільськогосподарського призначення;
- проведення агрохімічної паспортизації для визначення показників родючості ґрунтів та рівня їх забруднення токсичними речовинами, а також спостереження за змінами цих показників внаслідок господарської діяльності;
- виготовлення та видача агрохімічних паспортів полів, земельних ділянок;
- проведення комплексних та спеціальних спостережень на стаціонарних контрольних ділянках за станом ґрунтів та рослинницької продукції;
- еколого-меліоративні обстеження ґрунтів на зрошуваних і осушуваних землях;
- вивчення стану радіоактивного забруднення сільськогосподарських угідь та продукції рослинництва на територіях, забруднених внаслідок Чорнобильської катастрофи, та в зонах впливу діючих атомних станцій;
- участь у розробленні та виконанні державних, міждержавних, регіональних цільових програм з моніторингу, збереження, відтворення та охорони родючості ґрунтів, агрохімічної паспортизації земель сільськогосподарського призначення, застосування агрохімікатів і забезпечення якості рослинницької продукції, кормів та сировини;
- проведення науково-дослідних робіт у сфері охорони ґрунтів та їх родючості, раціонального використання та екологічної безпеки земель сільськогосподарського призначення, екологічно-безпечного та раціонального застосування агрохімікатів хімічного та біологічного походження, рослинних решток тощо;
- розроблення та впровадження науково обґрунтованих рекомендацій щодо забезпечення родючості ґрунтів і застосування агрохімікатів у сільському господарстві;
- участь у складанні прогнозних розрахунків потреб галузі рослинництва, садівництва і виноградарства в мінеральних добривах;
- підготовка експертних висновків щодо додержання законодавства про пестициди і агрохімікати, безпечного використання регуляторів росту рослин.

## Контакти
Центральний апарат: 
Фактична адреса: пров. Бабушкіна, 3, м. Київ, 03190 
Юридична адреса: вул. Олени Теліги, 8, м. Київ, 04112, Україна; 
www.iogu.gov.ua
Лабораторний корпус:
Адреса: вул. Машинобудівників, 2б, смт Чабани, Києво-Святошинський район

## Регіональні центри
ДУ "Держґрунтохорона" включає 24 філії :
- Кримська філія
- Вінницька філія
- Волинська філія
- Дніпропетровська філія
- Донецька філія
- Житомирська філія
- Закарпатська філія
- Запорізька філія
- Івано-Франківська філія
- Кіровоградська філія
- Луганська філія
- Львівська філія
- Миколаївська філія
- Одеська філія
- Полтавська філія
- Рівненська філія
- Сумська філія
- Тернопільська філія
- Харківська філія
- Херсонська філія
- Хмельницька філія
- Черкаська філія
- Чернівецька філія
- Чернігівська філія

## Послуги
На замовлення землекористувачів ДУ "Держґрунтохорона" та її філії надають наступні послуги:
1. Проводять агрохімічне обстеження земельних ділянок з визначенням понад 20 якісних показників ґрунту, а саме: вміст гумусу, макро- і мікроелементів, реакції ґрунтового розчину, суми ввібраних основ, гідролітичної кислотності; залишкових кількостей пестицидів; солей важких металів; нітратів; радіонуклідів:  137Cs і 90Sr тощо.
2. Виготовляють та видають агрохімічні паспорти поля, земельної ділянки за результатами агрохімічного обстеження.
3. Розробляють проекти землеустрою, що забезпечують еколого-економічне обґрунтування сівозмін та упорядкування угідь.
4. Проводять визначення якості сільськогосподарської продукції: вміст вологи, клейковини і білка у зерні; вміст цукру у цукрових буряках; вміст ерукової кислоти та глюкозинолатів у ріпаках.
5. Проводять оперативний контроль якості кормів під час їх заготовки, а також проводять повний зоотехнічний аналіз кормів для складання збалансованих раціонів живлення тварин.
6. Здійснюють контроль за якістю мінеральних, органічних і місцевих добрив та хімічних меліорантів.
7. Виготовлення рекомендацій з економічно-ефективного внесення добрив, розрахунок потреби добрив під планові врожаї сільськогосподарських культур з урахуванням вмісту у ґрунтах поживних речовин.
8. Розробляють проектно-технологічну документацію на вапнування кислих та гіпсування солонцевих ґрунтів.
9. Складають рекомендації з агрохімічного обстеження тепличних ґрунтів і застосуванню макро- і мікродобрив у закритому ґрунті.
10. Землевпорядні роботи, в тому числі обстеження ґрунтів під закладання багаторічних насаджень.
11. Надають інші агрохімічні послуги та поради всім членам садово-городніх товариств на їх замовлення.